# Roosevelt Room
Pour les articles homonymes, voir Roosevelt.

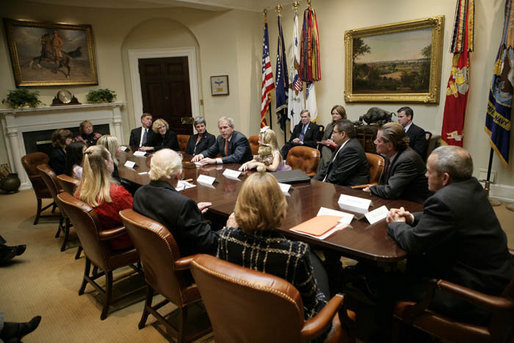
George W. Bush en réunion dans la Roosevelt Room en octobre 2006 après la rénovation de celle-ci. On aperçoit au-dessus de la cheminée le tableau représentant Rough Rider représentant Teddy Roosevelt à cheval et sur le mur derrière le président Crossing the River Platte (c. 1871) de Worthington Whittredge ; au dessous de ce tableau, Our Vanishing Wildlife d’Alexander Pope Jr., sculpture animalière de bison attaqué par une meute de loups.

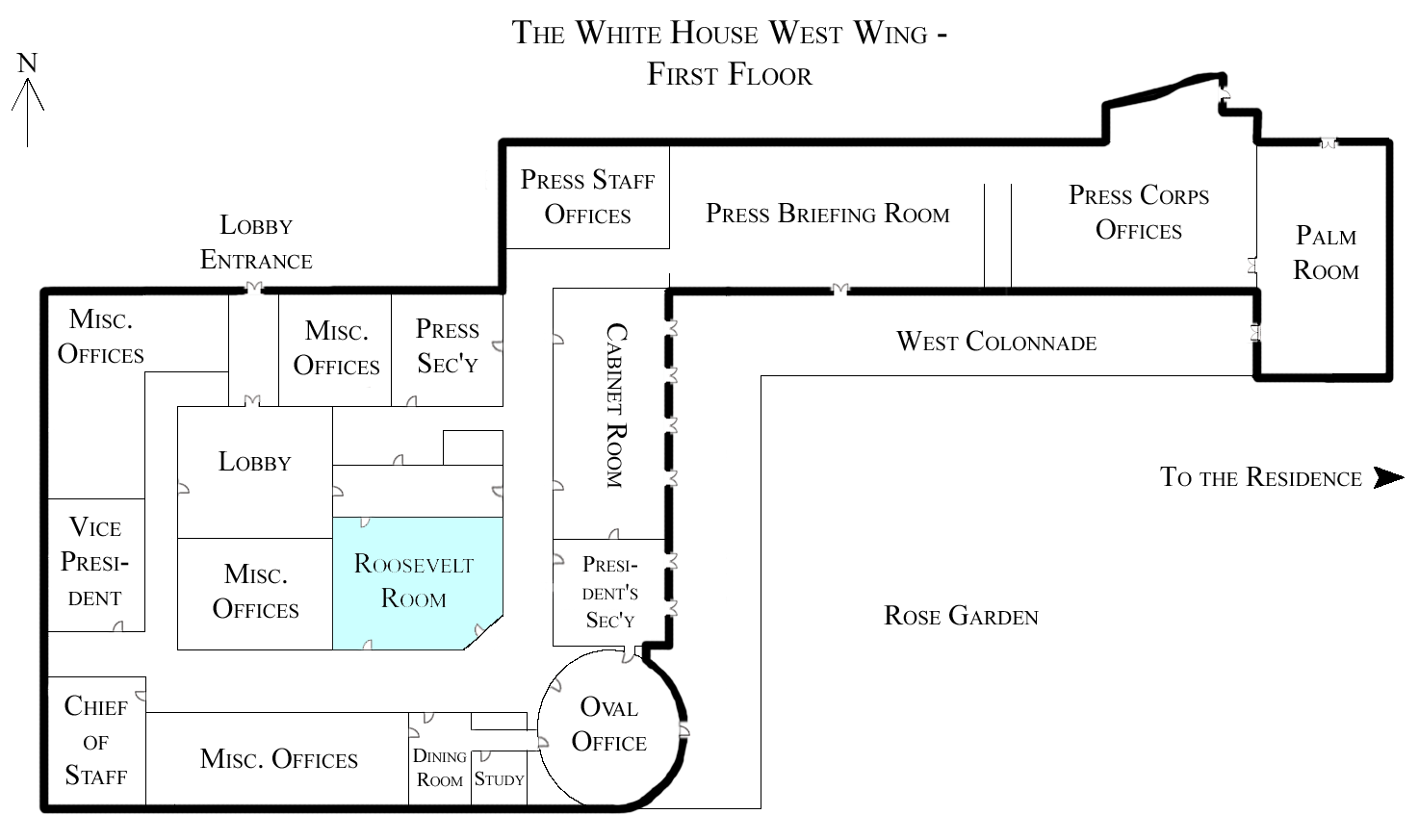
Plan du rez-de-jardin de l'aile Ouest avec la Roosevelt Room en bleu.

La Roosevelt Room, appelée aussi salle Roosevelt, est une salle de réunion dans l'aile Ouest de la Maison-Blanche. Située presque au centre de cette aile, elle est près du bureau ovale. Cette pièce est nommée d'après les deux anciens présidents américains Theodore Roosevelt (de 1901 à 1909) et Franklin Delano Roosevelt (de 1933 à 1945), les deux ayant largement contribué à la conception et à la construction de cette aile Ouest.
Theodore « Teddy » Roosevelt prit l'architecte Charles Follen McKim pour réorganiser l'implantation et l'usage de la Maison Blanche. Cela comprenait la construction de l'aile Ouest en 1902 et le déplacement des bureaux hors du corps central de la Maison Blanche, l'actuelle Résidence exécutive (Executive Residence). La structure originelle, dont certaines parties existent encore de nos jours, était initialement prévue pour être temporaire. Avec quelques modifications par le président William Howard Taft, l'aile Ouest resta largement inchangée jusqu'à l'incendie du 24 décembre 1929 sous l'administration Herbert Hoover. À cause du récent krack boursier et par mesure d'économie, Hoover choisit de seulement réparer plutôt que d'agrandir. En 1933, au début de son mandat, le président Franklin Roosevelt commença une série de réunions avec son architecte personnel Eric Gugler pour agrandir et modifier l'aile Ouest. Roosevelt déplaça le bureau ovale de Taft du centre vers le côté de l'aile, à son emplacement actuel dans le coin sud-est, ouvrant sur la colonnade Ouest et la roseraie de la Maison-Blanche. Cela facilitait ses déplacements entre le bureau ovale et la résidence exécutive et lui permettait plus d'intimité, ce qui avait une importance particulière du fait de son  handicap.
La Roosevelt Room est située à l'endroit où se trouvait le premier bureau présidentiel de Teddy Roosevelt. Quand Franklin Delano Roosevelt reconstruisit l'aile Ouest, il utilisa cette pièce pour les réunions de son équipe ou lorsqu'il recevait de nombreuses personnes, comme ses réunions avec plusieurs membres du Congrès. Franklin Roosevelt y conservait un aquarium et plusieurs poissons empaillés accrochés au mur et la pièce y gagna le surnom de « Fish room ». John F. Kennedy contribua à perpétrer ce nom en y accrochant également aux murs plusieurs poissons voiliers. En 1969, Richard Nixon donna son nom actuel à la pièce, la Roosevelt Room, pour honorer à la fois Theodore Roosevelt, qui le premier construisit l'aile Ouest, et Franklin Delano Roosevelt qui l'agrandit.
Le mur Est de la pièce est en demi-cercle avec une cheminée au centre et deux portes de chaque côté. Des plaques de bas relief en bronze avec le portrait de profil de Theodore Roosevelt par James Earle Fraser et  de Franklin Roosevelt par John DeStefano (en) étaient accrochées sur le mur Sud avant qu'elles ne soient retirées lors d'une rénovation de la pièce durant le second mandat de George W. Bush. La pièce ne dispose d'aucune fenêtre et est éclairée par une fausse baie de toit. Une grande table de conférence pouvant accueillir seize personnes est placée en son centre. La pièce est peinte d'une couleur chamois avec des boiseries blanches. Un triglyphe moulé similaire à celui qui se trouve dans l'Independence Hall de Philadelphie encercle la pièce. Le mobilier est principalement constitué de reproductions du XXe siècle de meubles de style Chippendale et de style Reine Anne.
Traditionnellement des peintures des deux présidents Roosevelt étaient accrochées dans la pièce. Même avant que Nixon la renomme officiellement du nom de Roosevelt, une tradition existait que les administrations démocrates accrochent le portrait de Franklin Delano Roosevelt (un démocrate) réalisé par Alfred Jonniaux au-dessus de la cheminée tandis que le portrait équestre de Teddy Roosevelt (un républicain), peint par Tade Styka et nommé Rough Riders, se retrouvait sur le mur Sud. Les administrations républicaines, à leur tour, inversaient la position des deux tableaux. Bill Clinton décida de garder la peinture paysagère et équestre de Teddy Roosevelt sur le linteau de la cheminée et le portrait de Franklin Delano Roosevelt sur le mur sud. Lors du second mandat de George W. Bush, une rénovation de la pièce fut entreprise et le portrait de Franklin Roosevelt ne fut pas réinstallé. Il fut remis dès le début de la présidence de Barack Obama.
La Roosevelt Room continue d'être utilisée pour des réunions de l'équipe présidentielle. Sous George Bush, elle  servit souvent pour l'annonce officielle des nominations dans son administration (les annonces publiques présidentielles sont en général aussi faites dans le bureau ovale, dans une des pièces du State Floor de la Résidence exécutive ou, l'été, sur la pelouse de la roseraie). La pièce sert également de salle d'attente ou de préparation pour des délégations devant rencontrer le président dans le bureau ovale.

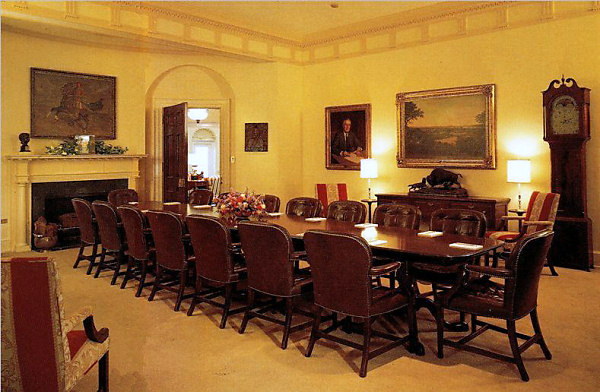
La Roosevelt Room à l'époque de l'administration Clinton. La porte ouverte laisse apercevoir le bureau ovale. À gauche de la porte, au-dessus de la cheminée, Rough Rider, la peinture représentant Teddy Roosevelt à cheval, à droite de la porte, le portrait de Franklin Delano Roosevelt et un tableau paysager Crossing the River Platte (c. 1871) de Worthington Whittredge.
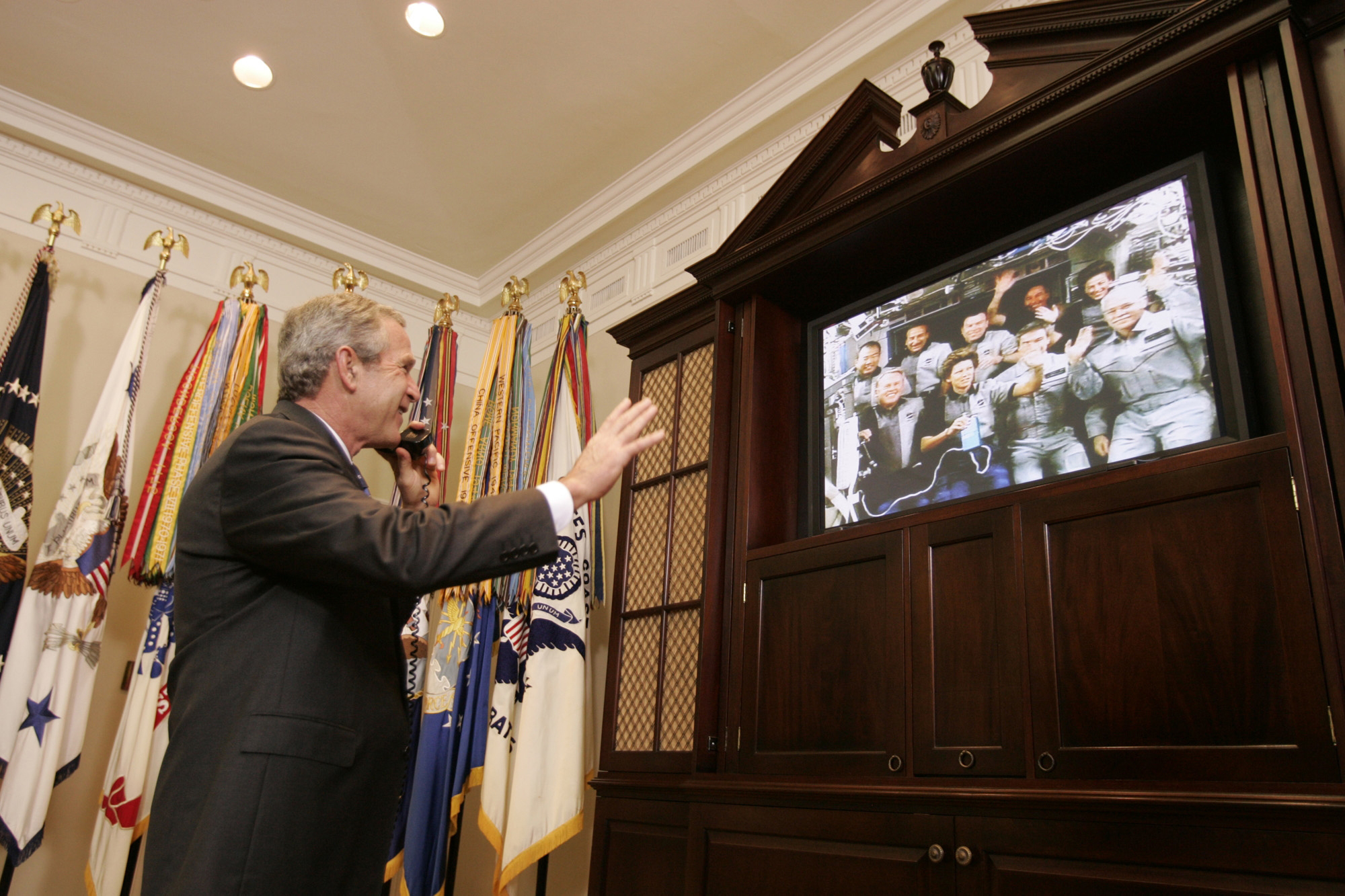
George W. Bush en téléconférence avec l'équipage de la navette spatiale Discovery en 2005.
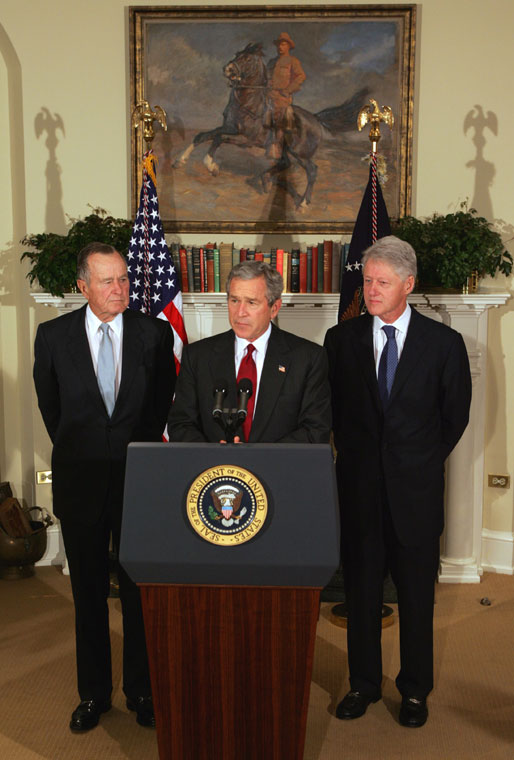
George W. Bush faisant une annonce entouré des deux anciens présidents, Bush père et Clinton, pour une levée de fonds au profit des victimes du tsunami du Sud-Est asiatique. En arrière-plan, Rough Rider, le portrait équestre de Theodore Roosevelt.
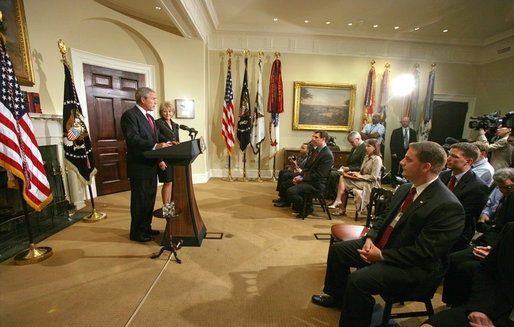
George W. Bush annonçant officiellement la nomination de Mary Peters comme secrétaire aux Transports des États-Unis en septembre 2006.
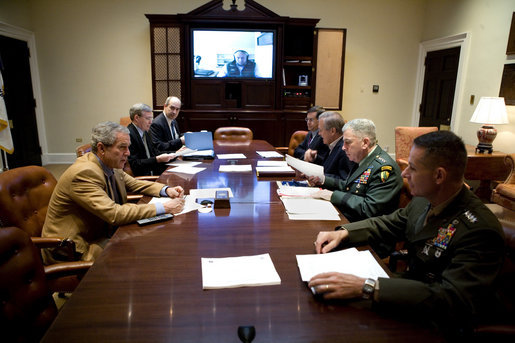
George W. Bush en réunion avec des militaires et en téléconférence avec le vice-président Dick Cheney.
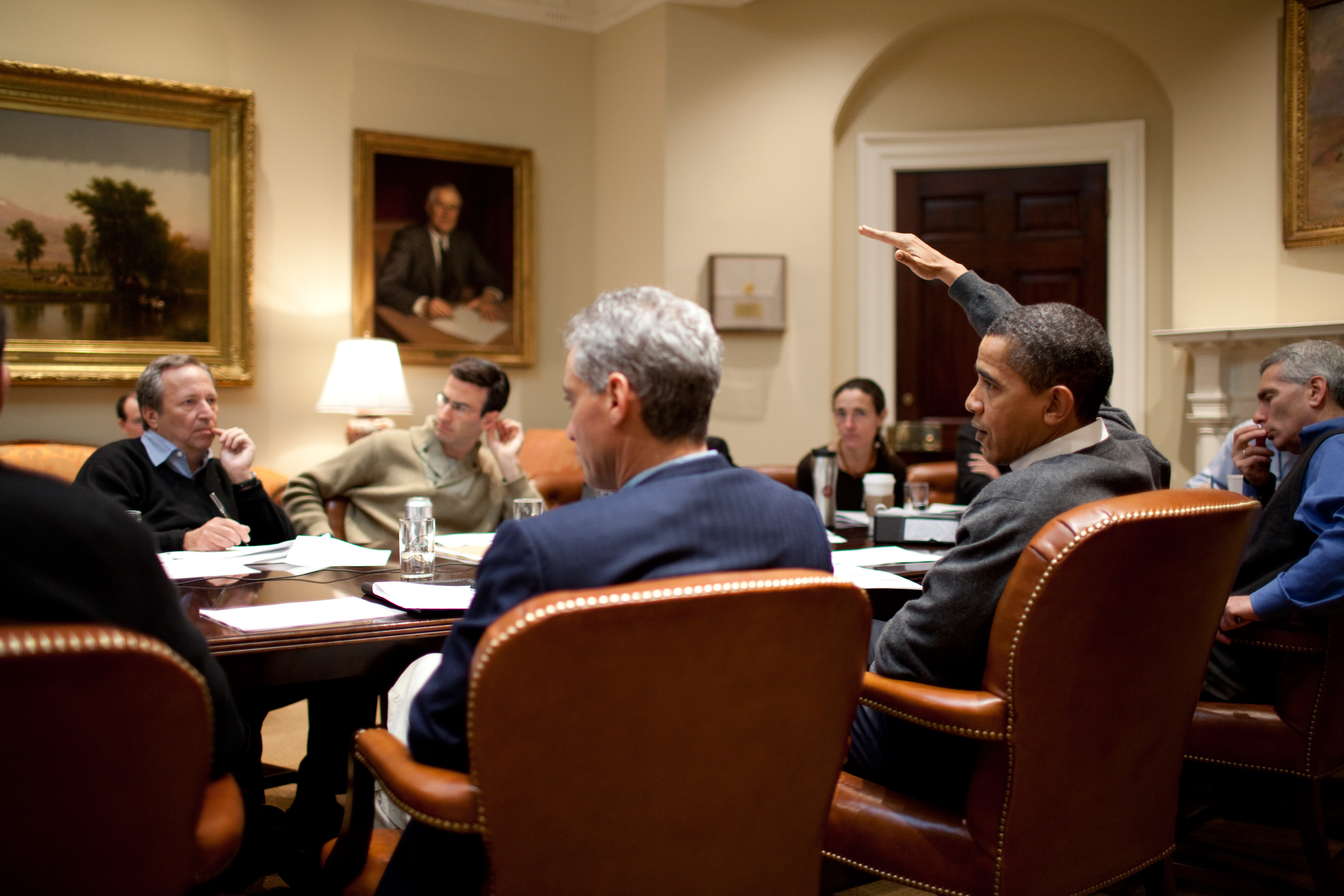
Réunion de travail de Barack Obama et de son équipe économique sur le budget, le samedi 24 janvier 2009. Le portrait de Franklin Roosevelt, père du New Deal est de nouveau accroché au mur.

## Source
- (en) Cet article est partiellement ou en totalité issu de l’article de Wikipédia en anglais intitulé « Roosevelt Room » (voir la liste des auteurs).

1. ↑  Suivant photos sous les deux administrations.